# Lebetus guilleti
Lebetus guilleti es una especie de peces de la familia de los Gobiidae en el orden de los Perciformes.

## Morfología
- Los machos pueden llegar a alcanzar los 2,5 cm de longitud total.
- Número de  vértebras: 25-26.[1][2]

## Hábitat
Es un pez de Mar  y de clima templado que vive hasta los 30 m de profundidad. 

## Distribución geográfica
Se encuentra en el Atlántico oriental: desde Kattegat hasta Portugal. También está presente en Banyuls-sur-Mer (Pirineos Orientales, Francia) y las Islas Canarias.

## Observaciones
Es inofensivo para los humanos. 